# Why Do I Always Get It Wrong
Chansons représentant le Royaume-Uni au Concours Eurovision de la chanson
Go
(1988) Give a Little Love Back to the World
(1990)
Why Do I Always Get It Wrong est la chanson du groupe britannique Live Report qui représente le Royaume-Uni au Concours Eurovision de la chanson 1989 à Lausanne, en Suisse.

## Eurovision 1989
La chanson est présentée en 1989 à la suite d'une sélection interne.
Elle participe directement à la finale du Concours Eurovision de la chanson 1989, le 6 mai 1989, le Royaume-Uni faisant partie du "Big 5".